# Javier Orozco
Javier „Chuletita“ Antonio Orozco Peñuelas (* 16. November 1987 in Los Mochis, Sinaloa) ist ein mexikanischer Fußballspieler.

## Leben
Javier Orozco stammt aus einer Fußballerfamilie: Sein Bruder Luis ist ebenfalls Profi und spielt momentan für Correcaminos, sein Vater war in den 80er-Jahren unter anderem für CD Irapuato aktiv.

## Karriere
Javier Orozco spielte bereits in der Jugend für CD Cruz Azul in Mexiko-Stadt. Im Jahr 2005 wurde der damals 17-Jährige dann erstmals in den Profikader berufen. Am 17. September 2005 kam er bei einem 2:1-Sieg bei den UANL Tigres schließlich zu seinem Debüt. Zu diesem Zeitpunkt war Orozco erst 17 Jahre alt. Dem Talent gelang es schon bald, sich in die erste Mannschaft zu spielen und wurde schließlich zum Stammspieler und Leistungsträger.
Im Herbst 2010 honorierte Interimstrainer Efraín Flores seine Leistungen im Verein und nominierte ihn erstmals für die mexikanische Nationalmannschaft, für die er zunächst drei Mal zum Einsatz kam. Flores Nachfolger José Manuel de la Torre setzte zunächst jedoch nicht auf ihn.
In der Saison 2011/12 erzielte er in elf CONCACAF-Champions-League-Spielen elf Treffer. Orozco ist heute der erfolgreichste Torschütze der Turniergeschichte. Insgesamt traf er seit 2008 24-mal (Stand: November 2013).
Im April 2013 gewann er mit Cruz Azul den mexikanischen Pokal. Im Finale war er einer der Elfmeterschützen.
Nach drei Jahren wurde er beim CONCACAF Gold Cup im Juli 2013 erstmals wieder für die Nationalelf berücksichtigt. Er kam dabei auf vier Einsätze.
Im Sommer 2013 wechselte er nach acht Jahren in der Profiabteilung Azuls zum Ligakonkurrenten Santos Laguna.
Nachdem er für die Weltmeisterschaft in Brasilien nicht berücksichtigt worden war, absolvierte er im September 2014 zwei Testspiele für Mexiko und kam auch in den beiden darauffolgenden Spielen zum Einsatz.

## Erfolge
- CONCACAF Gold Cup: 2015
- Mexikanischer Pokalsieger (Clausura): 2013

## Statistik
Stand: 20. Juni 2015. Quelle: Soccerway.com
| Jahr  | Spiele (Tore) | Spiele (Tore) | Spiele (Tore)     | Spiele (Tore)     | Spiele (Tore)     | Spiele (Tore) | Spiele (Tore) |
| Jahr  | Clausura (1)  | Apertura (1)  | Copa MX Clausura  | Copa MX Apertura  | International (2) | Länderspiele  | Total         |
| ----- | ------------- | ------------- | ----------------- | ----------------- | ----------------- | ------------- | ------------- |
| 2005  | 000 0(0)      | 02 0(0)       | nicht ausgetragen | nicht ausgetragen |                   |               | 002 0(0)      |
| 2006  | 002 0(0)      | 00 0(0)       | nicht ausgetragen | nicht ausgetragen | 002 0(0)          |               |               |
| 2007  | 000 0(0)      | 00 0(0)       | nicht ausgetragen | nicht ausgetragen | 000 0(0)          |               |               |
| 2008  | 006 0(0)      | 04 0(1)       | nicht ausgetragen | nicht ausgetragen | 06 0(7) (3)       | 016 0(8)      |               |
| 2009  | 006 0(0)      | 12 0(4)       | nicht ausgetragen | nicht ausgetragen | 10 0(6) (3)       | 028 (10)      |               |
| 2010  | 011 0(1)      | 18 0(6)       | nicht ausgetragen | nicht ausgetragen | 11 (11) (3)       | 3 (0)         | 043 (18)      |
| 2011  | 011 0(0)      | 14 0(5)       | nicht ausgetragen | nicht ausgetragen |                   |               | 025 0(5)      |
| 2012  | 008 0(2)      | 17 0(1)       | 00 0(0)           | 05 0(4)           | 06 0(5) (4)       | 036 (12)      |               |
| 2013  | 021 0(8)      | 15 0(5)       | 07 0(1)           | 05 0(0)           |                   | 5 (0)         | 053 (14)      |
| 2014  | 015 0(5)      | 16 0(6)       | 00 0(0)           | 09 0(3)           | 05 0(2) (4)       | 4 (0)         | 048 (16)      |
| 2015  | 020 0(6)      | 00 0(0)       | 04 0(2)           | 00 0(0)           |                   |               | 024 0(8)      |
| Total | 100 (22)      | 98 (28)       | 11 0(3)           | 19 0(7)           | 38 (31)           | 12 (0)        | 278 (91)      |